# 10669 Herfordia
10669 Herfordia è un asteroide della fascia principale. Scoperto nel 1977, presenta un'orbita caratterizzata da un semiasse maggiore pari a 2,6752281 UA e da un'eccentricità di 0,1348631, inclinata di 12,33679° rispetto all'eclittica.